# Певзнер Мануїл Ісаакович
Мануї́л Ісаа́кович Пе́взнер (4 серпня 1872 — 23 травня 1952) — російський терапевт, один з організаторів Інституту харчування в Москві та основоположників дієтології і клінічної гастроентерології в СРСР, заслужений діяч науки РРФСР (1936). Професор Центрального інституту удосконалення лікарів (з 1932). Розробив систему з 15 дієт по групах захворювань. У Радянському Союзі посмертно був оголошений учасником справи лікарів-убивць.